# Max Schreck
Pour les articles homonymes, voir Schreck.
Pour l’article ayant un titre homophone, voir Shrek.
Maximilian « Max » Schreck, est un acteur allemand, né le 18 septembre 1879 à Berlin, mort le 20 février 1936 à Munich. Il est principalement connu pour avoir tenu le rôle du comte Orlock dans Nosferatu le vampire de F.W. Murnau en 1922.

## Biographie
Durant la Première Guerre mondiale, Max Schreck est soldat dans l'armée allemande.
Pendant trois ans, entre 1919 et 1922, il travaille au Kammerspiele de Munich, notamment dans une des premières productions théâtrales de Bertolt Brecht, Tambours dans la nuit (dans lequel il joue le « terrifiant Lord Glubb »). Durant cette période, il tourne son premier film, L'Alcade de Zalamea (de), adapté d'une pièce en six actes, sous la direction de Ludwig Berger.
En 1921, il est engagé par Friedrich Wilhelm Murnau pour Nosferatu le vampire. Schreck y joue le comte Orlok, personnage similaire à Dracula, rôle qui lui amène une célébrité internationale.
En 1923, alors qu'il est encore à Munich, Schreck apparaît dans un court métrage burlesque, écrit par Bertolt Brecht, avec les acteurs de cabaret et de théâtre Karl Valentin, Liesl Karlstadt, Erwin Faber et Blandine Ebinger, intitulé Mysterien eines Frisiersalons (« Les Mystères du barbier »), dirigé par Erich Engel. Toujours en 1923, Schreck joue un aveugle dans La Rue (Die Straße) de Karl Grune.
La seconde collaboration avec F. W. Murnau, après Nosferatu est la comédie de 1924 Les Finances du grand-duc (Die Finanzen des Grossherzogs) dont le cinéaste se déclare lui-même fort peu satisfait.
En 1926, Schreck retourne au Kammerspiele à Munich et continue de jouer après l'avènement du parlant jusqu'à sa mort en 1936.
Le 19 février 1936, Schreck vient de jouer le rôle du Grand inquisiteur dans la pièce Don Carlos mise en scène par Will Dohm. Le soir même, il se sent mal ; le médecin l'envoie à l'hôpital où il meurt le matin suivant d'une attaque cardiaque. La rubrique nécrologique louait son rôle dans L'Avare de Molière. Il est enterré le 14 mars 1936 au Wilmersdorfer Waldfriedhof à Berlin.
Il était l'oncle de l'actrice Gisela Uhlen.

### Culture populaire
- Dans le film Batman, le défi (1992) de Tim Burton, le méchant interprété par Christopher Walken s'appelle « Max Shreck », en référence à l'acteur allemand et à son célèbre rôle du vampire Nosferatu.
- Dans le film L'Ombre du vampire (2000) relatant l'histoire secrète du tournage du film Nosferatu le vampire, c'est Willem Dafoe qui joue le rôle de l'acteur allemand qui est, en fait, un vampire. Ce rôle lui valut d'ailleurs d'être choisi pour interpréter celui du Bouffon Vert dans Spider-Man (2002).
- Le nom du personnage principal de Shrek, produit par DreamWorks Animation, porte le même nom que l’acteur.

## Filmographie
- 1920 : L'Alcade de Zalamea (de) (Der Richter von Zalamea) : Don Mendo
- 1921 : Am Narrenseil, 1. Teil - Schreckenstage der Finanzkreise
- 1921 : Der Zeugende Tod
- 1921 : Der Roman der Christine von Herre : Hausdiener Peter
- 1921 : Der Verfluchte
- 1922 : Pique Ass
- 1922 : Nathan le Sage : Templer-Großmeister
- 1922 : Der Favorit der Königin
- 1922 : Nosferatu le vampire (Nosferatu, eine Symphonie des Grauens) : Comte Orlok
- 1923 : Mysterien eines Frisiersalons : Kunde
- 1923 : Der Kaufmann von Venedig : Der Doge von Venedig
- 1923 : La Rue (Die Straße), de Karl Grune : L'aveugle
- 1924 : Les Finances du grand-duc (Die Finanzen des Großherzogs) : Der unheimliche verschwörer
- 1924 : Dudu, ein Menschenschicksal
- 1925 : Krieg im Frieden : Der Apotheker
- 1925 : Die Gefundene Braut
- 1926 : Der Rosa Diamant
- 1927 : Der Sohn der Hagar
- 1927 : Au bout du monde (Am Rande der Welt) de Karl Grune : Troedler
- 1927 : Ramper, der Tiermensch : Der Dürre
- 1928 : Volga ! Volga !
- 1928 : Doña Juana : Juanas Vater
- 1928 : Der Alte Fritz - 2. Ausklang
- 1928 : Luther – Ein Film der deutschen Reformation d'Hans Kyser
- 1928 : Scampolo : Kellner
- 1928 : Rasputins Liebesabenteuer : Nikolai Nikolajewitsch
- 1928 : Die Republik der Backfische : Tulipan
- 1928 : Ritter der Nacht
- 1928 : Moderne Piraten : Phillips
- 1928 : Serenissimus und die letzte Jungfrau : Finanzminister vom Krampf
- 1929 : Der Kampf der Tertia : Biersack
- 1930 : Das Land des Lächelns : Ein Hundertjähriger
- 1930 : Ludwig der Zweite, König von Bayern
- 1931 : Im Banne der Berge
- 1932 : Nacht der Versuchung
- 1932 : Ein Mann mit Herz : Hausdiener
- 1932 : Un drame à quatre sous
- 1932 : Die Verkaufte Braut : Muff, ein Komödiant
- 1932 : Fürst Seppl
- 1933 : Muß man sich gleich scheiden lassen : Président du Congrès
- 1933 : Eine Frau wie Du
- 1933 : Fräulein Hoffmanns Erzählungen : Hausdiener
- 1933 : Roman einer Nacht : Professeur Kolski
- 1933 : Der Tunnel : Chesterfield
- 1934 : Das Verliebte Hotel : Directeur d'hôtel
- 1935 : Der Schlafwagenkontrolleur
- 1935 : L'Animal d'acier de Willy Zielke
- 1935 : Knockout - Ein junges Mädchen, ein junger Mann : Leiter der Künstleragentur
- 1936 : Die Letzten Vier von Santa Cruz : William
- 1936 : Donogoo Tonka : Auswanderer